# Ålesundet

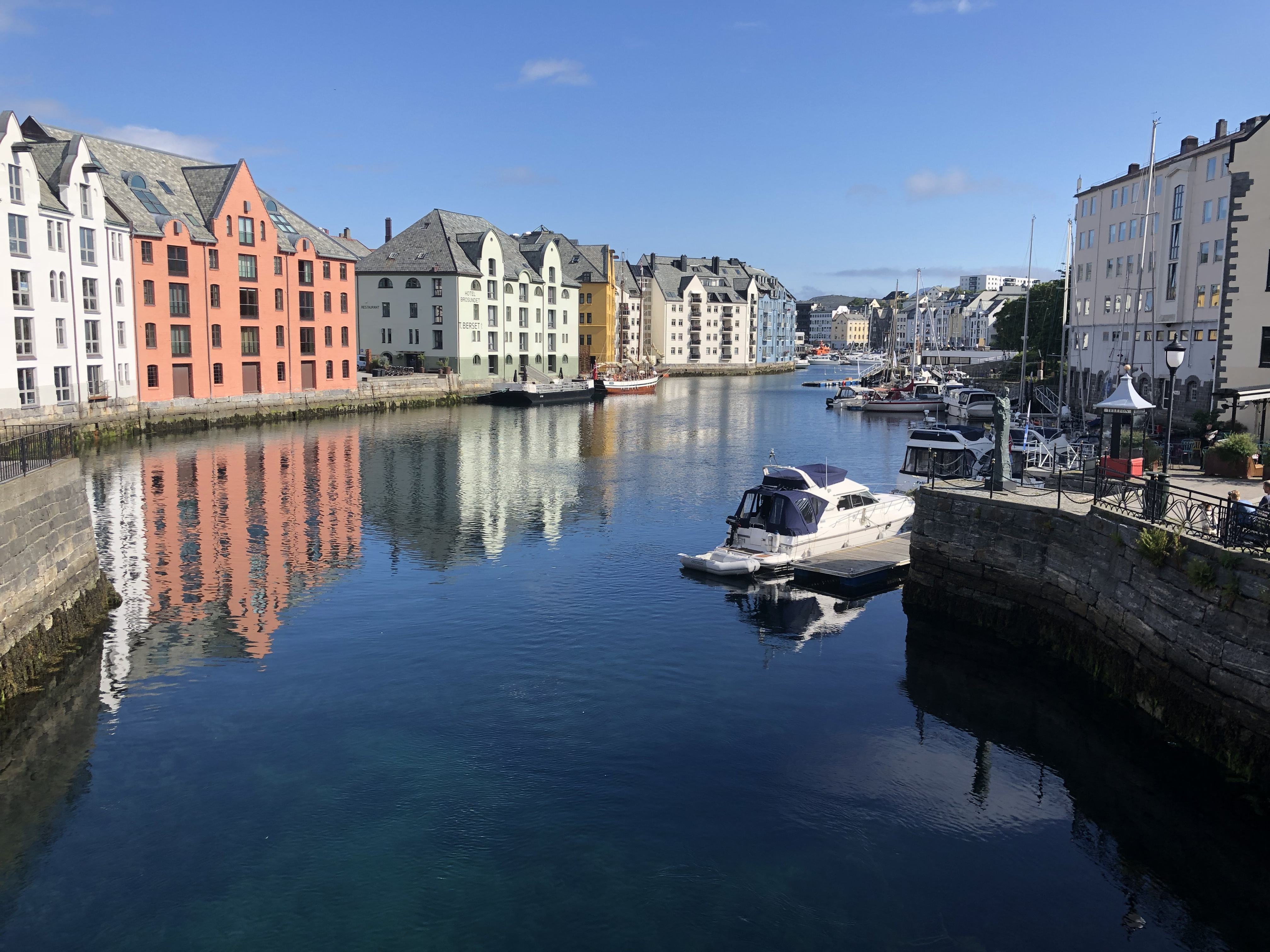
Ålesundet, Blick von Süden, 2019

Der Ålesundet ist ein schmaler Meeresarm in der norwegischen Provinz Møre og Romsdal.
Er befindet sich in der Ålesunder Innenstadt und trennt die westlich gelegene Insel Aspøy von der östlich befindlichen Insel Nørvøy. Im Norden grenzt der Ålesundet an den Ålesunder Hafen Vågen. Im Süden geht der Ålesundet, an der die Inseln verbindenden Brücke Hellebrua, in den Brusundet über. In Nord-Süd-Richtung erstreckt sich der Arm über etwa 350 Meter bei einer Breite von etwa 25 bis 75 Meter. Er erreicht Tiefen von etwa bis zu fünf Metern.
An den Ufern stehen diverse ältere Speichergebäude. Am südwestlichen Ufer befindet sich der Apotekertorget mit der Svaneapoteket und den Skulpturen Sildekona und Fiskergutten. Am Ostufer steht der alte Speicherbau Rønnebergbua. In diesem Bereich wurde durch Landgewinne der Ålesundet verkleinert.